# Kolej linowa we Lwowie

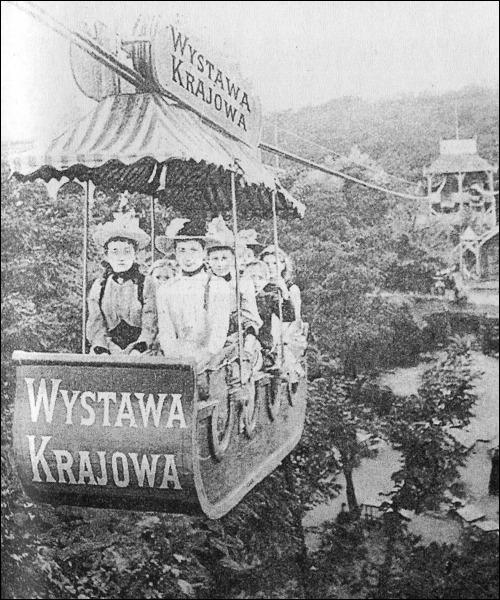
Jeden z wagonów

Kolej linowa we Lwowie – pierwsza osobowa kolej linowa (gondolowa) na ziemiach polskich (wówczas pod zaborami), funkcjonująca od 10 lipca do 15 października 1894 na terenie  Wystawy Krajowej, w trakcie której prezentowano osiągnięcia gospodarcze i kulturalne Galicji oraz dzieła sztuki i kultury narodu polskiego.

## Historia
Kolej zbudowano ze względu na ukształtowanie terenu wystawy, podzielonej znacznych rozmiarów parowem, rozdzielającym dział naftowy od etnograficznego. Oprócz funkcji praktycznej, urządzenie miało też dostarczać rozrywki zwiedzającym. Kolej została ukończona 3 lipca 1894, a dopuszczenie do ruchu przez komisję rządową nastąpiło tydzień później. Urządzenia wykonała najprawdopodobniej Fabryka Motorów Gazowych "Moritz Kille" z Drezna. Stacja kolei mieściła się przy Pawilonie Sztuki, a sama trasa biegła w Parku Kilińskiego, nad sztucznymi ruinami zameczku. Jako napęd wykorzystano lokomobilę naftową o sile 8 koni mechanicznych, a przejazd trwał 2 minuty. Po zakończeniu wystawy kolej rozebrano, jako zbędną.

## Podstawowe dane techniczne
- liny zawieszone na brzegach parowu, 15 metrów nad jego dnem (bez podpór pośrednich),
- prędkość jazdy - 8 m/s,
- czas jazdy - 130 sekund,
- długość trasy - 170 m[3],
- dwa wagony (wózki) po 8 osób[1].